# Folgaria
Folgaria là một đô thị ở tỉnh Trento ở vùng Trentino-Alto Adige/Südtirol của Ý, tọa lạc cách 15 km về phía đông nam của Trento. Tại thời điểm ngày 31 tháng 12 năm 2004, đô thị này có dân số 3.150 người và diện tích là 71,6 km².
Folgariagiáp các đô thị: Caldonazzo, Centa San Nicolò, Besenello, Calliano, Lavarone, Lastebasse, Rovereto, Terragnolo và Laghi. Folgaria có sáu frazioni chính (Costa, Serrada, Guardia, Mezzomonte, San Sebastiano, Carbonare e Nosellari) và các đơn vị có diện tích nhỏ hơn (Pont, Ondertol, Dori, Molino nuovo, Forreri, Ca nove, Molini, Peneri, Fontani, Scandelli, Sotto il soglio, Carpeneda, Mezzaselva, Erspameri, Francolini, Colpi, Nocchi, Perpruneri, Tezzeli, Morganti, Cùeli, Buse e Virt) trong các thung lũng Rio Cavallo và Astico.

## Địa điểm tham quan
- Giardino Botanico Alpino di Passo Coe, một khu bảo tồn và vườn thực vật núi cao.